# Tomás Rubén Pruyas
Tomás Rubén Pruyas (Corrientes, 8 de agosto de 1945) es un médico pediatra y político argentino del Partido Justicialista. Se desempeñó dos veces como diputado nacional por la provincia de Corrientes (1995-1998 y 2001-2005), como senador nacional por la misma provincia entre 1998 y 2001, como vicegobernador entre 2005 y 2009 y como senador provincial entre 2011 y 2017.

## Biografía
Nació en la ciudad de Corrientes en 1945. Se recibió de médico en la Facultad de Ciencias Médicas de la Universidad Nacional de Córdoba, especializándose en pediatría y cirugía infantil. Fue miembro de la Asociación Argentina de Cirugía Infantil y presidió la filial en Corrientes de la Sociedad Argentina de Pediatría entre 1984 y 1987. Además, fue profesor titular de una cátedra de pediatría en la Facultad de Medicina de la Universidad Nacional del Nordeste, realizó diversas publicaciones y dictó seminarios.
En el ámbito partidario, se afilió al Partido Justicialista (PJ). Se desempeñó como presidente del consejo y del congreso del partido en la provincia de Corrientes. Fue candidato a vicegobernador de Corrientes en las elecciones provinciales de 1991 y de 1993, acompañando a Alberto Di Filippo. En ambas ocasiones la fórmula quedó en el segundo lugar.
En las elecciones legislativas de 1995 fue elegido diputado nacional por la provincia de Corrientes, con mandato hasta 1999. Renunció en diciembre de 1998, siendo reemplazado por Juan Alberto Silva Casanova. En las elecciones provinciales de 1997 fue candidato a gobernador de Corrientes por el PJ. Acompañado de Daniel Ávalos, la fórmula quedó en tercer lugar con el 18,23 % de los votos.
En las elecciones al Senado de 1998, fue elegido senador nacional por Corrientes, con mandato hasta 2001. Fue presidente de las comisiones de Micro, Pequeña y Mediana Empresa y de la comisión bicameral del Fondo de Emergencia para Zonas de Desastre. Integró como vocal las comisiones de Asistencia Social y Salud Pública; del Mercosur; de Ciencia y Tecnología; de Defensa Nacional; de Drogadicción y Narcotráfico; de Seguimiento de la Hidrovía Paraná-Paraguay; y la comisión parlamentaria conjunta argentino-chilena.
En las elecciones legislativas de 2001, volvió a ser elegido a la Cámara de Diputados de la Nación, completando su mandato en 2005. Fue vocal en las comisiones de Ciencia y Tecnología; de Acción Social y Salud Pública; de Obras Públicas; de Recursos Naturales; de Modernización del Funcionamiento Parlamentario; y del seguimiento de las obras en Yacyretá.
En las elecciones provinciales de 2005 fue elegido vicegobernador de la provincia de Corrientes, secundando a Arturo Colombi (de la Unión Cívica Radical) en la lista del Frente de Todos. En febrero de 2009, se enfrentó a internas con Fabián Ríos y Ramón Rogelio Benítez, para postularse a gobernador de la provincia en las elecciones de ese año por el Partido Justicialista. En las mismas, Ríos fue finalmente candidato a gobernador y Pruyas nuevamente candidato a vicegobernador. En la primera vuelta, la fórmula del PJ quedó en tercer lugar con el 30 % de los votos.
En las elecciones provinciales de 2011 fue elegido a la Cámara de Senadores de la Provincia de Corrientes, encabezando la lista del Frente para la Victoria, finalizando su mandato en 2017. Fue vicepresidente segundo de la Cámara, presidente de la comisión de Industria y Comercio e integrante de las comisiones de Impuesto y Presupuesto; de Asuntos Agropecuarios; de Poderes, Peticiones, Acuerdos y Reglamento; y de Salud Pública.